# (9449) Petrbondy
(9449) Petrbondy (1997 VU2) – planetoida z pasa głównego asteroid okrążająca Słońce w ciągu 5,17 lat w średniej odległości 2,99 j.a. Odkryta 4 listopada 1997 roku.